# Депортация греков в СССР
В 1942, 1944 и 1949 годах греки советского Черноморского побережья (Краснодарского края и Абхазии — где большинство из них проживало компактно), Кавказа и Закавказья, а также Крыма были высланы в Сибирь и казахстанские степи.
Их везли в товарных вагонах, предварительно передав все их имущество населению, не попадавшему «под постановление».

## История
В ходе Большого террора большое число греков пострадало в рамках греческой операции НКВД.
2 июня 1944 года Иосиф Сталин по рекомендации Лаврентия Берии подписал постановление Государственного комитета обороны № 5859сс, в котором предписывалось депортировать 39 тысяч крымских греков, болгар и армян в Свердловскую, Молотовскую, Кемеровскую области и Башкирскую АССР РСФСР и в Гурьевскую область Казахстана. 24 июня было выпущено ещё одно постановление, по которому людей с греческими паспортами предписывалось депортировать в Узбекистан, что затронуло 3531 греков. Депортированные крымские греки были задействованы сталинским режимом в нефтяном и бумажном производстве.
14—15 июня 1949 года после принятия советским правительством постановления № 2214—856 МВД начало депортацию 57 680 греков, армян и турок из Грузии, Армении, Азербайджана и с Черноморского побережья. По оценке 1953 года, 37 532 депортированных были греками. Из Абхазии в ходе этой депортации советский режим депортировал 6121 греков. Постановление также предписывало депортацию людей с греческими паспортами из Закавказья и с Черноморского побережья. Между 1942 и 1950 годами число депортированных людей с греческими паспортами составило 21 199 человек.
После поражения в гражданской войне в Греции многих греческих коммунистов вывезли в различные соцстраны, в том числе и в СССР. После прибытия в Поти (Грузинская ССР) из Албании 11 157 греков МВД СССР поселило их в Узбекистане в бывших лагерях для военнопленных и тюрьмах. Хотя условия размещения оставляли желать лучшего, всё же греческие коммунисты в плане быта выгодно отличались от ранее депортированных греков из Кавказа и Крыма. Позже в топонимии Ташкента, места расселения греков станут называть в обиходе называть греческим городком.
После смерти Сталина в 1956 году репрессии в отношении нерусского населения были ослаблены. Указы советского правительства, однако, не позволяли грекам без советского гражданства вернуться на родные земли или получить компенсацию за конфискованное во время депортации имущество. Греки без советского гражданства получили право свободы передвижения только 3 ноября 1972 года, наряду с советскими немцами, в результате некоторая часть греков предпочла репатриироваться в Грецию. А после распада СССР в 1991 году эти процессы усилились.

## В культуре
Депортация 1949 года упоминается в конце главы 13 («Харлампо и Деспина») романа Фазиля Искандера «Сандро из Чегема». По сюжету, абхазских греков Харлампо, Деспину и их семью вместе с другими греками Черноморья высылают в Казахстан.